# Bliss
Bliss (angleško Blissymbolics) je umetna pisava, ki jo je ustvaril Charles K. Bliss (1897-1985). Sprva jo je poimenoval semantografija, razvil pa jo je z namenom, da bi se lahko z Bliss simboli sporazumevali ljudje z različnimi jeziki. Danes se ta pisava uporablja v več kot 33 državah.

## Sistem pisave
Bliss vsebuje preko 2000 osnovnih simbolov. Le-ti so lahko formirani v stavke, na podlagi angleške slovnice.

## Vir
- Blissymbolics @ Omniglot
- Blissymbolics Communication International